# Rungsianea fontainei
Rungsianea fontainei là một loài bướm đêm trong họ Noctuidae.